# Speiderne i Norge
Speiderne i Norge (eller Speidernes Fellesorganisasjon) är Norges nationella samarbetsorganisation för scouting. Speiderne i Norge är med i båda världsscoutorganisationerna, Världsorganisationen för Scoutrörelsen, World Organization of the Scout Movement (WOSM) och Världsflickscoutsamfundet, World Association of Girl Guides and Girl Scouts (WAGGGS).

## Medlemsorganisationer
Speidernes Fellesorganisasjon organiserar Norges två scoutförbund:
- Norges speiderforbund (20 000 medlemmar)
- Norges KFUK-KFUM-speidere (11 000 medlemmar)